# Bythiospeum elseri
Bythiospeum elseri е вид коремоного от семейство Hydrobiidae. Видът е застрашен от изчезване.

## Разпространение
Разпространен е в Австрия.